# Molophilus oldenbergi
Molophilus oldenbergi là một loài ruồi trong họ Limoniidae. Chúng phân bố ở miền Cổ bắc.